# Biểu tình Liban 2019–2020
Biểu tình Liban 2019–2020, ở địa phương còn gọi là Cách mạng tháng 10, là một loại các cuộc biểu tình dân sự diễn ra tại Liban, xuất phát từ dự định áp thuế xăng, thuốc lá và các cuộc gọi VoIP trong những ứng dụng như WhatsApp, nhưng nhanh chóng lan rộng ra toàn quốc thành sự phản đối chính quyền bè phái, kinh tế đình trệ, tỉ lệ thất nghiệp cao, tham nhũng trong khu vực công, những đạo luật được cho là bảo vệ giới cầm quyền khỏi trách nhiệm (như là bảo mật ngân hàng) và thất bại của chính phủ trong việc cung cấp dịch vụ thiết yếu như điện, nước và vệ sinh. Các cuộc biểu tình nổ ra ngày 17 tháng 10 năm 2019, và đã kéo dài 2030 ngày kể từ khi bắt đầu.
Hậu quả của vụ biểu tình, Liban bước vào một cuộc khủng hoảng chính trị, với sự từ chức của Thủ tướng Saad Hariri. Các chính trị gia khác bị cuộc biểu tình nhắm đến vẫn đang nắm quyền. Ngày 19 tháng 12 năm 2019, nguyên Bộ trưởng Giáo dục Hassan Diab được chỉ định là thủ tướng kế nhiệm và chịu trách nhiệm thành lập nội các mới. Biểu tình và bất tuân dân sự vẫn tiếp tục, với người biểu tình chỉ trích và phản đối việc chỉ định Diab làm thủ tướng. Ngày 21 tháng 1, Hassan Diab chính thức trở thành thủ tướng mới, điều hành nội các gồm 20 thành viên sau ba tháng biểu tình diện rộng. Diab được bầu với sự ủng hộ của Hezbollah và đồng minh, và Phong trào Yêu nước Tự do dẫn đầu bởi Gebran Bassil.

## Bối cảnh

### Bối cảnh chính trị
Theo tờ The Economist, sự rối loạn và yếu kém của Liban, một nguyên nhân của cuộc biểu tình, có nguồn gốc từ hệ thống chính trị bè phái hình thành sau thỏa thuận Taif năm 1989. Thỏa thuận Taif lập nên một hệ thống chính trị bè phái, trong đó quyền lực chính trị được phân chia dựa trên tôn giáo của các công chức. Hệ thống này được coi là bị các chính trị gia Liban đương thời lợi dụng, nhiều người trong số đó là những lãnh chúa từ thời Nội chiến Liban có nhiều quyền lực và không nhiều trách nhiệm. Liban có nhiều bè Đảng tôn giáo, với 18 giáo phái khác nhau, bao gồm bốn giáo phái Hồi giáo, 12 Kitô giáo, giáo phái Druze, và Do Thái giáo.
Cuộc biểu tình được quy về những khủng hoảng chồng chất trước đó của nước này. Liban vẫn chưa có mạng lưới điện ổn định 24 giờ kể từ năm 1975, với những ca cắt điện 8 tiếng mỗi ngày xuất hiện thường xuyên. Liban cũng không có hệ thống nước uống ngoại trừ nước đóng chai bán bởi các công ty tư nhân kể từ cuộc Nội chiến Liban 1975–1990. Đồng thời, đất nước thiếu cơ sở hạ tầng xử lý chất thải và nước thải, dẫn đến "khủng hoảng rác thải" năm 2015, làm ngòi nổ cho biểu tình Liban 2015–16.
Tháng 8 năm 2019, giá dầu và bánh mì đều tăng cùng nạn thất nghiệp và đói nghèo hoành hành khắp đất nước, với tỉ lệ thất nghiệp ở người trẻ là 37% và toàn dân là 25%. Những ngày trước khi cuộc biểu tình diễn ra, một loạt các đám cháy ở Chouf, Saadiyat và những khu vực khác tại Liban khiến hàng trăm người mất nhà cửa và ảnh hưởng lớn đến khung cảnh thiên nhiên của Liban. Chính phủ Liban không thể điều động lực lượng chữa cháy do thiếu sót trong việc bảo trì và phải dựa vào sự trợ giúp của các nước xung quanh như Cộng hòa Síp, Jordan, Thổ Nhĩ Kỳ và Hy Lạp.
Biểu tình bắt đầu với số lượng nhỏ xung quanh Beirut vào cuối tháng 9. Động lực cho một phong trào cách mạng đã hiển diện trước khi cuộc biểu tình xảy ra và có thể thấy trong lĩnh vực nghệ thuật và văn hóa của Liban, như bài hát "Tar Al Balad" của nghệ sĩ Ragheb Alama tháng 12 năm 2018 và bài "Chedd Halak" của nhạc sĩ-ca sĩ IJK tháng 6 năm 2019.

### Bối cảnh kinh tế
Kể từ năm 1997, các chính quyền thay phiên nhau giữ một tỷ giá hối đoái cố định giữa đồng bảng Liban và đồng đô la Mỹ. Triển vọng của nền kinh tế Liban tệ đi trong thập kỷ 2010 và đến năm 2019 GDP bình quân đầu người đạt mức thấp nhất kể từ 2008 và tỉ lệ nợ trên GDP đạt mức cao nhất kể từ 2008 tại 151%. Hậu quả là, các cơ quan xếp hạng tín dụng quốc tế hạ thấp xếp hạng của trái phiếu chính phủ. Sự kết hợp của kinh tế đình trệ trong một quốc gia phụ thuộc vào nhập khẩu và hệ thống tỉ giá hối đoái cố định khiến thâm hụt ngân sách nhà nước tăng cao và buộc phải sử dụng dự trữ ngoại tệ từ ngân hàng trung ương của nước này để giữ tỉ giá cố định. Một sự thiếu hụt đô la cuối năm 2019 càng ảnh hưởng tiêu cực đến nền kinh tế, khi mà các doanh nghiệp và công nhân không thể tiếp cận đô la ở tỉ giá chính thực, dẫn đến sự hình thành các chợ đen. Chính phủ Liban lâm thời dẫn đầu bởi Saad Hariri đưa ra chính sách thắt lưng buộc bụng gồm tăng thuế và giảm tiêu dùng, với mục đích giảm thâm hụt ngân sách nhà nước đồng thời giữ được tỉ giá với đồng đô la Mỹ. Việc giảm thâm hụt nhà nước là điều kiện của một gói cho vay trị giá 10,2 tỷ USD và một khoản trợ cấp 860 triệu USD thỏa thuận năm 2018 với Ngân hàng Thế giới, Ngân hàng Tái thiết và Phát triển châu Âu, và Ả Rập Xê Út.
Ngày 1 tháng 10, Ngân hàng Trung ương Liban đề ra một chính sách kinh tế với hy vọng cung cấp đô la cho tất cả doanh nghiệp nhập khẩu lúa mì, xăng dầu và thuốc men có thể tiếp tục vận hành. Đây được coi là một giải pháp tạm thời bởi các nhà phân tích kinh tế.
Trong một buổi họp nội các ngày 17 tháng 10 năm 2019, chính phủ đề xuất các chính sách nhằm tăng doanh thu nhà nước trong năm 2020. Có 36 đề mục được thảo luận, bao gồm việc tăng thuế giá trị gia tăng (VAT) thêm 2 điểm phần trăm năm 2021 và 2 điểm phần trăm nữa năm 2022, đạt mức 15%. Ngoài ra, truyền thông đưa tin về kế hoạch thu phí 0,2 đô la Mỹ với mỗi cuộc gọi VoIP, như là những cuộc gọi qua FaceTime, Facebook và WhatsApp. Buổi họp cuối cùng về dự thảo ngân sách dự kiến diễn ra ngày 19 tháng 10 năm 2019, nhưng bị hủy dưới sự đồng ý bởi Thủ tướng Saad Hariri và Tổng thống Michel Aoun.